# ウルムチ県
ウルムチ県（ウルムチ-けん、ウイグル語：ئۈرۈمچى ناھىيىسى、中国語：乌鲁木齐县）は、中華人民共和国新疆ウイグル自治区ウルムチ市に位置する県。

## 歴史
ウルムチ県は1886年（清代光緒12年）迪化県として設立された。1954年2月国務院がウルムチ県ヘの改称を承認。1987年より、新疆ウイグル自治区の首府ウルムチ市が急速に発展し、県も5回の行政区画整理を繰り返し、現在6郷鎮を管轄している。

## 人口
現在2020年、漢族、カザフ族、回族など13の民族が居住。定住人口5.2万人。

## 行政区画
3鎮、3郷を管轄：
- 鎮：水西溝鎮、板房溝鎮、永豊鎮
- 郷：サルダバン郷（薩爾達坂郷）、甘溝郷、トリ郷（託里郷）

## 観光
- 天山大峡谷
- 西白楊淘景区
- 東白楊淘景区
- ウラスタイ（乌拉斯台）
- シルクロード国際スキー場（丝绸之路国际滑雪场）
- 菊花台
- 四・一八節：シベ族の伝統的な祭典